# 대한민국 형법 제211조
대한민국 형법 제211조는 통화유사물제조죄에 관한 형법 각칙의 조문이다. 외국인이 한국 밖에서 이 범죄를 저지르더라도 예외적으로 처벌하고 있다

## 조문
제211조 【통화유사물의 제조 등】
① 판매할 목적으로 내국 또는 외국에서 통용하거나 유통하는 화폐, 지폐 또는 은행권에 유사한 물건을 제조, 수입 또는 수출한 자는
　 3년 이하의 징역 또는 700만원 이하의 벌금에 처한다.
② 전항의 물건을 판매한 자도 전항의 형과 같다.

- 형법 제211조의 미수범은 처벌한다. (→형법 제212조) 예비·음모의 처벌규정이 없다.

## 판례
1. ↑  대한민국 형법 제5조(외국인의 국외범)